# دييغو مارتينيز فيريرا
دييغو مارتينيز فيريرا (بالإسبانية: Diego Martínez Ferreira) (24 نوفمبر 1980 بلوكي في باراغواي - ) هو مدرب كرة قدم ولاعب كرة قدم باراغواياني في مركز الدفاع. لعب مع أليانزا ليما وأوليمبيا أسونسيون وبرشلونة جواياكويل وسبورتيفو لوكوينو ونادي ليبرتاد وسان مارتين دي توكومان ‏ ونادي 12 أكتوبر لكرة القدم وديبورتيفو كوينكا.

## وصلات خارجية
- دييغو مارتينيز فيريرا على موقع قاعدة بيانات كرة القدم.إي يو (الإنجليزية)